# Върнете се в началото
„Върнете се в началото“ (на английски: The Backyardigans) е американско-канадски анимационен детски телевизионен сериал, създаден от Джанис Бърджис за Nickelodeon. Сериалът е с български субтитри в „Нетфликс“.

## Персонажи
Персонажи в сериала са:
- Юникуа
- Пабло
- Тайрон
- Таша
- Остин